# 5456 Merman
5456 Merman este un asteroid din centura principală de asteroizi.

## Descriere
5456 Merman este un asteroid din centura principală de asteroizi. A fost descoperit pe 25 aprilie 1979 la Observatorul de Astrofizică din Crimeea de Nikolai Cernîh. El prezintă o orbită caracterizată de o semiaxă mare de 2,36 ua, o excentricitate de 0,05 și o înclinație de 7,0° în raport cu ecliptica.